# Brigit Forsyth
Brigit Dorothea Connell (Edimburgo, 28 de julio de 1940-1 de diciembre de 2023) fue una actriz y música británica.

## Biografía
Estudió en la Escuela de St George de Edimburgo, se formó como secretaria y luego en la Real Academia de Arte Dramático. Fue galardonada con el premio Emile Littler.
Conocida por su papel de Thelma Ferris en la comedia de la BBC What Happened to the Likely Lads? y Helen Yeldham en el drama de ITV Boon. Desde 2013 a 2019, Forsyth apareció en la comedia de la BBC Still Open All Hours.
Contrajo matrimonio con Brian Mills quien falleció en 2006, fue madre de dos hijos: Zoe y Ben Mills.

## Filmografía
- 1976, The Likely Lads
- 1963, Doctor Who
- 1998, Playing the Field
- 1987, Crystalstone
- 1991, Dark Season
- 2014, Still Open All Hours
- 2019, Time & Again